# Jesu sista måltid
Jesu sista måltid är enligt Bibelns evangelier den måltid som Jesus och hans lärjungar åt kvällen före Jesu död på korset.

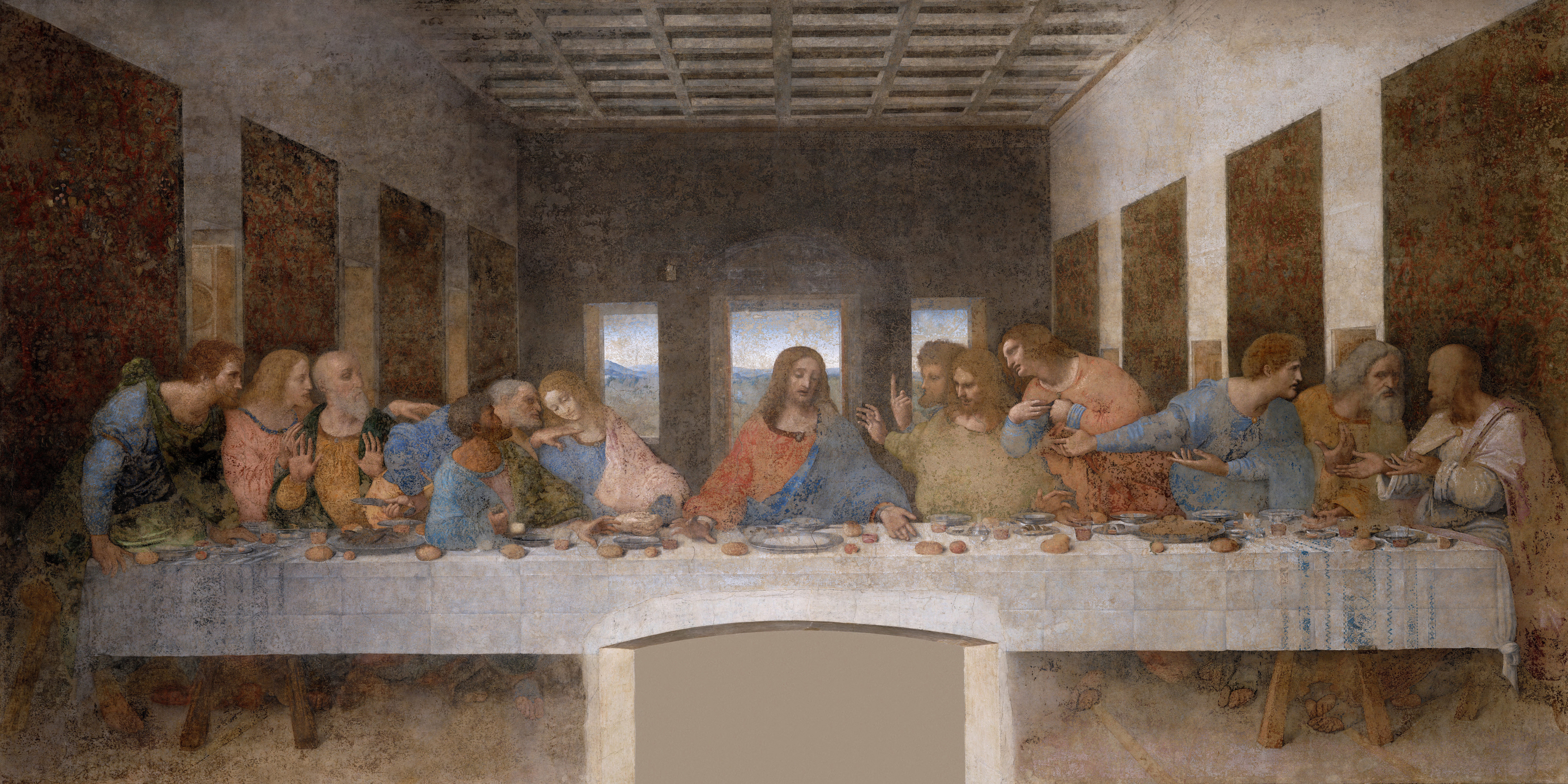
Nattvarden av Leonardo da Vinci.

Måltiden har gett upphov till nattvarden, som firas av de flesta kristna samfund och som särskilt högtidlighålls på skärtorsdagen. Den sista måltiden var den judiska sedermåltiden, i firandet av den judiska högtiden pesach, och därmed förklaras varför brödet och vinet var centralt. 

## Bilder

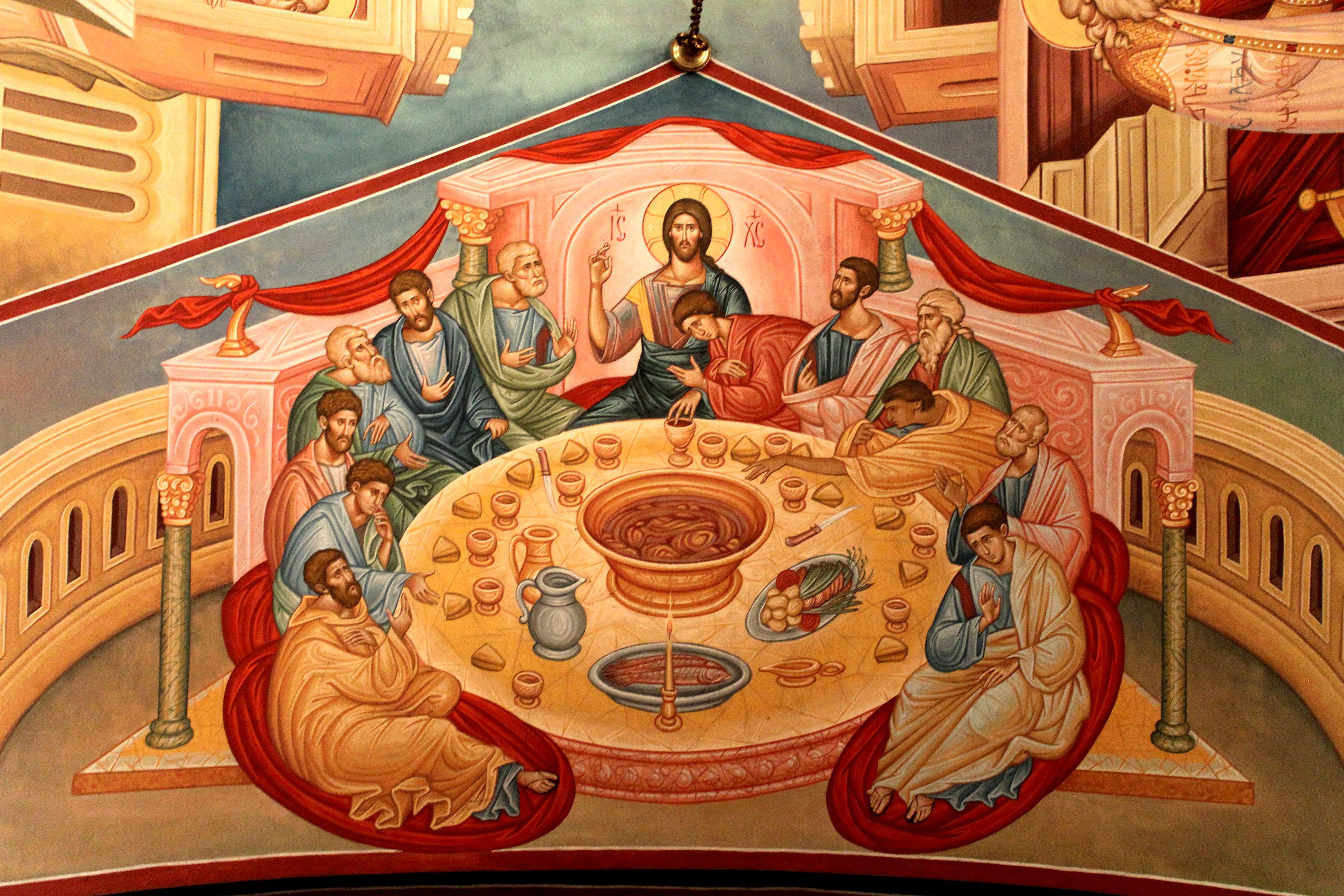
Jesu sista måltid avbildat inne i Donja Bišnjaklostrets klosterkyrka i Bosnien och Hercegovina.